# Jaroslav Hedvičák
Jaroslav Hedvičák (ur. 13 grudnia 1990) – czeski lekkoatleta specjalizujący się w wielobojach. 
Wicemistrz świata juniorów młodszych w ośmioboju z 2007 roku. W 2009 zajął dwunastą lokatę w dziesięcioboju podczas mistrzostw Europy juniorów. Uczestnik pucharu Europy w wielobojach lekkoatletycznych. 
Rekord życiowy w dziesięcioboju: 7437 pkt. (9 czerwca 2013, Kladno). 

## Osiągnięcia
| Rok  | Impreza                               | Miejsce  | Konkurencja   | Pozycja     | Wynik     |
| ---- | ------------------------------------- | -------- | ------------- | ----------- | --------- |
| 2007 | Mistrzostwa świata juniorów młodszych | Ostrawa  | ośmiobój      | 2. miejsce  | 6212 pkt. |
| 2009 | Mistrzostwa Europy juniorów           | Nowy Sad | dziesięciobój | 12. miejsce | 7178 pkt. |
| 2010 | I liga pucharu Europy w wielobojach   | Hengelo  | dziesięciobój | –           | DNF       |
| 2013 | I liga pucharu Europy w wielobojach   | Nottwil  | dziesięciobój | 8. miejsce  | 7286 pkt. |